# Oleg Chargorodski
Oleg Vitalievitch Chargorodski - en russe : Олег Витальевич Шаргородский (Oleg Vital’evič Šargorodskij) et en anglais : Oleg Shargorodsky - (né le 18 novembre 1969 à Kharkiv en République socialiste soviétique d'Ukraine) est un joueur professionnel russe de hockey sur glace. Il évoluait au poste de défenseur.

## Carrière
En 1987, il commence sa carrière avec son club formateur du Dinamo Kharkiv. Il rejoint le HK Dinamo Moscou avec qui il décroche deux championnats de Russie en 1992 et 1993t. Il a évolué dans le ligues mineures d'Amérique du Nord ainsi qu'en SM-Liiga. Il met un terme à sa carrière en 2004.

## Carrière internationale
Il a représenté l'équipe de Russie au niveau international. Il a participé aux Jeux olympiques de 1994.

## Trophées et honneurs personnels
- Superliga
  - 2001 : nommé dans l'équipe type.
  - 2002 : participe au Match des étoiles avec l'équipe Est.

## Statistiques
| Saison    | Équipe                   | Ligue         |    | Saison régulière | Saison régulière | Saison régulière | Saison régulière | Saison régulière |    | Séries éliminatoires | Séries éliminatoires | Séries éliminatoires | Séries éliminatoires | Séries éliminatoires |
| Saison    | Équipe                   | Ligue         | PJ | B                | A                | Pts              | Pun              | PJ               | B  | A                    | Pts                  | Pun                  |                      |                      |
| 1987-1988 | Dinamo Kharkiv           | Vyschaïa Liga | 5  | 0                | 0                | 0                | 0                |                  |    |                      |                      |                      |                      |                      |
| 1988-1989 | Dinamo Kharkiv           | URSS          | 23 | 0                | 1                | 1                | 8                |                  |    |                      |                      |                      |                      |                      |
| 1991-1992 | Dinamo Moscou            | Superliga     | 35 | 3                | 3                | 6                | 8                |                  |    |                      |                      |                      |                      |                      |
| 1992-1993 | Dinamo Moscou            | Superliga     | 42 | 3                | 2                | 5                | 32               |                  |    |                      |                      |                      |                      |                      |
| 1993-1994 | Dinamo Moscou            | Superliga     | 38 | 9                | 10               | 19               | 42               |                  |    |                      |                      |                      |                      |                      |
| 1994-1995 | Aeros de Houston         | LIH           | 62 | 7                | 26               | 33               | 52               | --               | -- | --                   | --                   | --                   |                      |                      |
| 1994-1995 | Vipers de Détroit        | LIH           | 10 | 3                | 4                | 7                | 10               | 5                | 0  | 2                    | 2                    | 11                   |                      |                      |
| 1995-1996 | Vipers de Détroit        | LIH           | 11 | 2                | 5                | 7                | 22               | --               | -- | --                   | --                   | --                   |                      |                      |
| 1995-1996 | Roadrunners de Phoenix   | LIH           | 67 | 9                | 21               | 30               | 89               | 3                | 0  | 2                    | 2                    | 9                    |                      |                      |
| 1996-1997 | Vipers de Détroit        | LIH           | 3  | 0                | 3                | 3                | 4                | --               | -- | --                   | --                   | --                   |                      |                      |
| 1996-1997 | CSKA Moscou              | Superliga     | 29 | 2                | 5                | 7                | 38               |                  |    |                      |                      |                      |                      |                      |
| 1997-1998 | HPK Hämeenlinna          | SM-liiga      | 47 | 7                | 14               | 21               | 134              | --               | -- | --                   | --                   | --                   |                      |                      |
| 1998-1999 | Komets de Fort Wayne     | LIH           | 79 | 18               | 30               | 48               | 100              | 2                | 0  | 0                    | 0                    | 0                    |                      |                      |
| 1999-2000 | Metallourg Novokouznetsk | Superliga     | 35 | 8                | 5                | 13               | 53               |                  |    |                      |                      |                      |                      |                      |
| 2000-2001 | Avangard Omsk            | Superliga     | 36 | 2                | 9                | 11               | 40               |                  |    |                      |                      |                      |                      |                      |
| 2001-2002 | Avangard Omsk            | Superliga     | 45 | 8                | 13               | 21               | 44               |                  |    |                      |                      |                      |                      |                      |
| 2002-2003 | Avangard Omsk            | Superliga     | 11 | 1                | 2                | 3                | 4                | --               | -- | --                   | --                   | --                   |                      |                      |
| 2002-2003 | Ak Bars Kazan            | Superliga     | 26 | 3                | 2                | 5                | 38               | 3                | 0  | 0                    | 0                    | 4                    |                      |                      |
| 2003-2004 | Krylia Sovetov           | Vyschaïa liga | 54 | 7                | 13               | 20               | 56               | 4                | 0  | 0                    | 0                    | 0                    |                      |                      |